# 4bambini
4bambini je série českých deskových her o důležitých životních hodnotách pro děti od 3 do 7 let. Hry jsou dostupné v českém i anglické jazyce. Hry hrají s dětmi rodiče nebo prarodiče, společně hovoří o tématech, které se v hrách objevují a děti se tak učí důležitým hodnotám. Hry je vhodné hrát v domácím prostředí, osvědčily se ale i jako pomůcka v ordinaci klinického logopeda.

## Historie
Společenské deskové hry 4bambini jsou původní české hry. Založila je Táťána le Moigne, ředitelka české pobočky společnosti Google, v roce 2005. Hry původně vznikly jako vzdělávací nástroj pro výchovu jejího syna Arsena. V roce 2005 vyšla první hra s názvem Nešťourej se v nose! aneb Etiketa pro děti, která učí děti od 3 do 7 let základům slušného chování. V současné době existují 4 hry a 4 anglické mutace těchto her.

## Názvy her
- Nešťourej se v nose! aneb Etiketa pro děti (2005)
- Dávej bacha! aneb Bezpečný start do života (2006)
- Vadí? Nevadí! aneb Nejsme všichni stejní (2007)
- To je bašta! aneb Co jíme a proč (2008)
- Don't Pick Your Nose! (2010)
- Watch Out! (2010)
- Diversity! (2010)
- Dávej bacha! - Hra pro Android[5] (2012)
- Yummy! (2015)

## Pravidla hry
Hry obsahují obrázkové kartičky s otázkami a herní desky s odpověďmi. Děti si z balíčku karet s otázkami postupně berou karty a společně s ostatními hráči diskutují o tématech, které jsou na kartách zobrazeny. Cílem je přiřadit k otázce správnou odpověď a dále si povídat o tématu. V této hře není vítězů, ani poražených. Hry jsou vhodné pro děti od 3 do 7 let a jejich rodiče či prarodiče.

## Kmotři
Jednotlivé hry zaštiťují významné osobnosti. Kmotrem etikety pro děti je pan Ladislav Špaček. Kmotrou hry Dávej bacha!, která učí děti základům bezpečnosti je významná sportovkyně Kateřina Neumannová. Hru Vadí? Nevadí! podpořila jako kmotra Tereza Maxová. Kmotrou hry To je bašta! je zapálená kuchařka Lenka Požárová. Kmotrem anglické hry Yummy! je Sanjiv Suri, zakladatel sítě restaurací Zátiší Group.